# رين ياماموتو (لاعب كرة قدم)
رين ياماموتو (باليابانية: 山本廉) هو لاعب كرة قدم ياباني، ولد في 8 مايو 1999 في أكيتا في اليابان. لعب مع نادي توشيغي.

## وصلات خارجية
- رين ياماموتو (لاعب كرة قدم) على موقع رابطة كرة القدم اليابانية للمحترفين (اليابانية)
- رين ياماموتو (لاعب كرة قدم) على موقع قاعدة بيانات كرة القدم.إي يو (الإنجليزية)
- رين ياماموتو (لاعب كرة قدم) على موقع Soccerway.com (الإنجليزية)
- رين ياماموتو (لاعب كرة قدم) على موقع عالم كرة القدم.نت (الإنجليزية)